# Gyudadzhyugyur
Gyudadzhyugyur är en ort i Azerbajdzjan.   Den ligger i distriktet Sabirabad Rayonu, i den sydöstra delen av landet, 110 km väster om huvudstaden Baku. Antalet invånare är 1 691.
Terrängen runt Gyudadzhyugyur är mycket platt. Runt Gyudadzhyugyur är det ganska tätbefolkat, med 80 invånare per kvadratkilometer.. Närmaste större samhälle är Şirvan, 18,4 km öster om Gyudadzhyugyur.
Trakten runt Gyudadzhyugyur består till största delen av jordbruksmark.